# 바호디르 파르다예프
바호디르 파르다예프(우즈베크어: Баҳодир Пардаев, 영어: Bahodir Pardaev, 1987년 4월 26일 ~ )는 우즈베키스탄의 축구 선수로, 포지션은 공격수이다. 현재 우즈베키스탄 슈퍼리그 메탈루르흐 베카바드에서 뛰고 있다. 2017 시즌 K리그 챌린지 부천 FC 1995에서 뛴 적이 있으며, K리그 등록명은 파다예프였다.